# Kollam
Kollam (äldre namn Quilon) är en stad vid Malabarkusten i den indiska delstaten Kerala och är centralort i ett distrikt med samma namn. Folkmängden uppgick till cirka 370 000 invånare vid folkräkningen 2011. Storstadsområdet beräknades ha cirka 1,7 miljoner invånare 2018.
Under äldre tid levde staden på handel med Kina och var en av de indiska städer som besöktes av den arabiske upptäcktsresanden Ibn Batuta. Även Marco Polo gjorde ett besök här. Portugiserna etablerade en handelsstation i Kollam 1502.